# Hero i Popullit
Hero i Popullit (svenska: Folkets hjälte) var den högsta utmärkelsen som kunde tilldelas en medborgare i Socialistiska folkrepubliken Albanien.
Utmärkelsen instiftades 1945 och Albaniens parlament antog den som lag 1954.
Utmärkelsen instiftades som ett sätt att berömma albanska medborgare som har gjort värdefulla bidrag för albanskt nationsbygge.

## Mottagare
- Abaz Shehu
- Abdyl Elmazi
- Abdyl Frashëri
- Ahmet Haxhia
- Ajet Xhindolli
- Ali Demi
- Ali Kelmendi
- Asim Aliko
- Asim Vokshi
- Asim Zeneli
- Avni Rustemi
- Bajo Topulli
- Bajram Curri
- Bajram Tusha
- Bardhok Biba
- Branko Kadia
- Bule Naipi
- Çelo Sinani
- Çerçiz Topulli
- Çybra Sokoli
- Ded Gjo Luli
- Dervish Hekali
- Dile Marku
- Dino Kalenja
- Dylbere Bylykbashi
- Emin Duraku
- Emine Metaj
- Enver Zymberi
- Estref Osoja
- Fahri Ramadani
- Fato Berberi
- Fejzi Micoli
- Fran Ivanaj
- Fuat Babani
- Gjok Doçi
- Hajdar Dushi
- Hajdar Tafa
- Hajredin Bylyshi
- Halim Xhelo
- Hasan Gërxhaliu
- Hekuran Pobrati
- Hibe Palikuqi
- Hiqmet Buzi
- Hydajet Lezha
- Hyqmet Buzi
- Hysen Çino
- Ilia Kici (Dashi)
- Inajete Dumi
- Isa Boletini
- Ismail Qemali
- Jaho Gjoliku
- Jordan Misja
- Jorgo Sulioti
- Kajo Karafili
- Kanan Maze
- Kastriot Muço
- Koci Bako
- Kozma Naska
- Kozma Nushi
- Laze Ferraj
- Lefter Talo
- Liri Gero
- Llambro Andoniç
- Llazo Palluqi
- Luigj Gurakuqi
- Maliq Muço
- Manush Alimani
- Margarita Tutulani
- Marte Tarazhi
- Mbrik Lokja
- Mehmet Shehu
- Mehmet Shpendi
- Meleq Gosnishti
- Memo Bejko
- Memo Meto
- Met Hasa
- Mic Sokoli
- Mihal Duri
- Mihal Grameno
- Mine Peza
- Misto Mame
- Mitro Xhani
- Muhamet Prodani
- Mujo Ulqinaku
- Mumin Selami
- Musa Fratari
- Mustafa Kaçaçi
- Mustafa Matohiti
- Mustafa Xhani (Baba Faja)
- Muzafer Asqeri
- Myslym Keta
- Myslim Peza
- Myslym Shyri
- Naim Gjylbegu
- Nazmi Rushiti
- Nezir Zasella
- Ndoc Deda
- Ndoc Mazi
- Ndreko Rino
- Nik Ndreka
- Nimete Progonati
- Nuri Luçi
- Pal Mëlyshi
- Perlat Rexhepi
- Persefoni Kokëdhima
- Prenda Tarazhi
- Qemal Stafa
- Qeriba Derri
- Ram Metaliaj
- Ramiz Aranitasi
- Ramiz Sadiku
- Ramiz Varvarica
- Reshit Çollaku
- Rexh Delia
- Rexhep Kolli
- Riza Cerova
- Sadik Stavileci
- Sado Koshena
- Sali Murati (Vranishti)
- Selam Musai
- Shejnaze Juka
- Shkurte Cara (Skuraj)
- Shote Galica
- Shyqyri Alimerko
- Shyqri Ishmi
- Skënder Çaçi
- Spiro Kote
- Sulejman Vokshi
- Teki Kolaneci
- Themi Vaso
- Theodhori Mastora
- Tom Kola
- Tuk Jakova
- Vangjel Argjiri
- Vasil Laçi
- Vasil Shanto
- Vehbi Hoxha
- Veli Dedi
- Vojo Kushi
- Xheladin Beqiri
- Xhemal Kada
- Xhorxhi Martini
- Zaho Koka
- Zigur Lelo
- Zija Kambo
- Zonja Çurre
- Zylyftar Veleshnja